# Сент-Андре-де-ла-Рош
Сент-Андре́-де-ла-Рош (фр. Saint-André-de-la-Roche) — коммуна на юго-востоке Франции в регионе Прованс — Альпы — Лазурный берег, департамент Приморские Альпы, округ Ницца, кантон Ницца-7. До марта 2015 года коммуна административно входила в состав упразднённого кантона Ницца-13 (округ Ницца).
Площадь коммуны — 2,86 км², население — 4561 человек (2006) с тенденцией к росту: 5346 человек (2012), плотность населения — 1869,2 чел/км².

## Население
| Год  | Численность | Численность |
| ---- | ----------- | ----------- |
| 1968 | 2006        | [ 6 ]       |
| 1975 | 4397        | [ 6 ]       |
| 1982 | 4264        | [ 6 ]       |
| 1990 | 4151        | [ 6 ]       |
| 1999 | 4122        | [ 6 ]       |
| 2006 | 4561        | [ 6 ]       |
| 2011 | 5286        | [ 6 ]       |
| 2013 | 5407        |             |
| 2015 | 5420        | [ 7 ]       |
| 2016 | 5379        | [ 8 ]       |
| 2017 | 5458        | [ 9 ]       |
| 2018 | 5577        | [ 10 ]      |
| 2019 | 5695        | [ 11 ]      |
| 2020 | 5694        | [ 12 ]      |
| 2021 | 5782        | [ 13 ]      |
| 2022 | 5877        | [ 1 ]       |

## Экономика
В 2010 году из 3205 человек трудоспособного возраста (от 15 до 64 лет) 2380 были экономически активными, 825 — неактивными (показатель активности 74,3 %, в 1999 году — 68,3 %). Из 2380 активных трудоспособных жителей работали 2175 человек (1136 мужчин и 1039 женщин), 205 числились безработными (103 мужчины и 102 женщины). Среди 825 трудоспособных неактивных граждан 286 были учениками либо студентами, 224 — пенсионерами, а ещё 315 — были неактивны в силу других причин.
На протяжении 2010 года в коммуне числилось 1900 облагаемых налогом домохозяйств, в которых проживало 3469,0 человек. При этом медиана доходов составила 18 тысяч 168 евро на одного налогоплательщика.